# Spodnja Germanija
Spodnja Germanija (latinsko: Germania Inferior), rimska provinca na zahodnem bregu spodnjega Rena v sedanjem Luksemburgu, južni Nizozemski, delu Belgije in delu Severnega Porenja - Vestfalije zahodno od Rena. 
V provinci so bila naslednja velika naselja: Castra Vetera in Colonia Ulpia Traiana, obe v bližini sedanjega Xantena, Coriovallum (Heerlen), Albaniana (Alphen aan den Rijn), Lugdunum Batavorum (Katwijk), Forum Hadriani (Voorburg), Ulpia Noviomagus Batavorum (Nijmegen), Traiectum (Utrecht), Atuatuca Tungrorum (Tongeren), Bona (Bonn) in Colonia Agrippinensis (Köln), ki je bil glavno mesto province. 
Armada Spodnje Germanije, poznana iz napisov EX.GER.INF. (Exercitus Germania Inferior –  armada Spodnje Germanije), je imela več legij, med katerimi sta bili najbolj stalni I. legija Minervia in XXX. legija Ulpia Victrix. Rimsko ladjevje (Classis Germanica), ki je patruljiralo  po Renu in ob obali Severnega morja, je bila zasidrano v Castri Veteri  in kasneje v Agrippinensisu.
Prvi spopadi med rimskim ladjevjem in ljudstvi iz Spodnje Gemanije so se začeli med Cezarjevimi galskimi vojnami. Cezar je regijo napadel leta 57 pr. n. št. in v naslednjih treh letih uničil več plemen, med njimi tudi Eburone in Menapijce. Cezar jih je prišteval h germanskim plemenom, čeprav so bila verjetno keltska ali mešana keltsko-germanska. Germanski vpliv, večinoma preko Tungrov, se je med rimsko okupacijo krepil, kar je nazadnje privedlo do popolne germanizacije keltskih plemen v Spodnji Germaniji. 
Prva rimska naselja v Spodnji Germaniji so začeli graditi okoli leta 50 pr. n. št. Regija je prvotno spadala v Belgijsko Galijo. Rimska provinca je postala okoli leta 80 ali 83, kasneje pa je postala cesarska provinca. 
Po dokončni razpustitvi je postala jedro Frankovskega kraljestva.

## Vir
- Jona Lendering, De randen van de aarde. De Romeinen tussen Schelde en Maas, Amsterdam, 2000.